# 埃弗尔斯贝格射电望远镜
埃弗尔斯贝格射电望远镜（德語：Radioteleskop Effelsberg）是位於德國北莱茵-威斯特法伦州巴特明斯特艾费尔阿爾山脈（艾費爾山的一部分）的一架盤面直徑100米的電波望遠鏡。29年來，這架望遠鏡超過英國的洛弗爾望遠鏡，是地球上最大的全方位電波望遠鏡。2000年，被美國西弗吉尼亞州格林班克的格林班克天文台橢圓孔徑略大於100×110米的羅伯特·C·伯德·格林班克望遠鏡超越。該望遠鏡是事件視界望遠鏡的一部分，並且拍攝了超大質量黑洞的部分影像。

## 地理位置
該望遠鏡位於北萊茵-威斯特法伦州巴特明斯特艾费尔鎮東南部的埃弗尔斯贝格東北約1.3公里處。它位於鄰近莱茵兰-普法尔茨（德語：Rheinland-Pfalz）398米高的胡恩堡以西不到300米。在望遠鏡以東只有幾米的邊界是一條名為埃弗爾斯貝格河的溪流。埃弗爾斯貝格河河長6.5公里，從埃弗爾斯貝格森林（Effelsberger Wald）流入薩爾巴赫河，薩爾巴赫河又向南流入阿爾河。
一條徒步旅行的小路經過望遠鏡；2004年，其中一部分修建成了一條行星小徑，上面有關於太陽系及其行星的資訊面板。這條小徑的終點是遊客中心旁邊39公分長的太陽模型。

## 電波望遠鏡
埃弗尔斯贝格電波望遠鏡由位於波恩的馬克斯·普朗克電波天文研究所和馬克斯·普朗克學會的電波天文學研究所操作。它建於1968年至1971年，1972年8月1日落成。建造直徑100米的電波望遠鏡的一個主要技術難點是如何處理反射鏡在旋轉指向不同方向時因重力而產生的變形。反射鏡必須具有精確的拋物面形狀才能聚焦電波，但這種尺寸的傳統設計碟形物在旋轉時會略微"下垂"，因此反射鏡會失去抛物線的形狀。埃弗尔斯贝格電波望遠鏡使用了一種由電腦設計的新型反射鏡支撐結構，這種結構的可變形管道使反射鏡始終呈抛物面形狀。當望遠鏡旋轉時，焦點會移動，在這種變形過程中，電腦控制系統會稍微移動懸掛在鏡子前面的天線饋電以保持在焦點上。望遠鏡完工後的測試表明，不僅達到了1mm鏡面的預期精度，而且大大超過了預期精度。
外部天文學家可以利用大約45%的觀測時間。埃弗尔斯贝格100-m望遠鏡參與了幾次勘測，包括哈斯拉姆等人在408MHz（73cm）的勘測。
| 反射器直徑                 | 100 m               |
| 集光面積                   | 7,854 m2            |
| 表面元素（面板）數量       | 2,352               |
| 表面形狀精度               | < 0.5 mm            |
| 主焦點焦距                 | 30 m                |
| 次鏡直徑（葛列格里反射器） | 6.5 m               |
| 光圈擋塊                   |                     |
| – 主鏡焦比                 | f/0.3               |
| – 次鏡焦比                 | f/3.85              |
| 角分辨率（波束寬度）       |                     |
| – 在21cm 波長（1.4GHz）    | 9.4' （弧分）       |
| – 在3cm波長（10GHz）       | 1.15'（弧分）       |
| – 在3.5mm波長（86GHz）     | 10" （弧分）        |
| 方位航迹直徑               | 64 m                |
| 設定追蹤精度               | ±0.25mm             |
| 方位角範圍                 | 480°                |
| 最大旋轉速度               | 30°/min.            |
| 指向精度                   |                     |
| – 盲點指向                 | 10"                 |
| – 重複性                   | 2"                  |
| 16個方位角驅動器的輸出功率 | 每個10.2kW          |
| 高程輪軌半徑               | 28 m                |
| 高程範圍                   | 7° to 94°           |
| – 觀察期間                 | 8.1° to 89°         |
| 最大傾斜速度               | 16°/min.            |
| 4個提升驅動器的輸出功率    | 每個17.5kW          |
| 總重量                     | 3,200 t             |
| 施工期                     | 1968–1971           |
| 高於海平面的高度           | 319 m               |
| 開始運營                   | 1972年8月1日        |
| 施工單位：                 | 克虜伯工作組/城域网 |

## 外部連結
- Official website of the Max Planck Institute for Radio Astronomy （页面存档备份，存于）
- Dr Norbert Junkes video interview on Astrotalkuk.org （页面存档备份，存于）
- Effelsberg Official Webpage （页面存档备份，存于）
- Bill Keel's "Telescopes I've seen" （页面存档备份，存于）